# Anastazy Wiśniewski
Bogdan „Anastazy” Wiśniewski (ur. 21 maja 1943 w Bydgoszczy, zm. 2011 w Złotowie) – polski artysta sztuk wizualnych, teoretyk i krytyk sztuki, animator życia artystycznego oraz pedagog. Był związany z ruchem konceptualnym, zajmował się też poezją wizualną, książką artystyczną, współtworzył sztukę poczty. Wiśniewski był twórcą teorii sztuki powspółczesnej. 
Artysta był autorem wielu wystaw, pokazów, sympozjów i spotkań artystycznych, które miały miejsce zarówno w Polsce, jak i za granicą.

## Życiorys
Wiśniewski studiował na Wydziale Malarstwa (specjalizacja: ceramiczne malarstwo architektoniczne) w Państwowej Wyższej Szkole Sztuk Plastycznych we Wrocławiu, gdzie w 1968 roku uzyskał dyplom. Wtedy twórca przyjął pseudonim artystyczny „Anastazy”, którym sygnował wszystkie swoje dzieła. Z czasem pseudonim zastąpił jego prawdziwe imię i posługiwał się nim do końca życia.
Artysta działał przede wszystkim poza oficjalnym obiegiem wystawienniczym. W latach 70. tworzył wraz z Leszkiem Przyjemskim Nieistniejącą Przytakującą Galerię „Tak” i Galerię Kontestującą „Nie”.
Przez kilkanaście lat Wiśniewski mieszkał i tworzył w okolicach miasta Piły.

## Twórczość

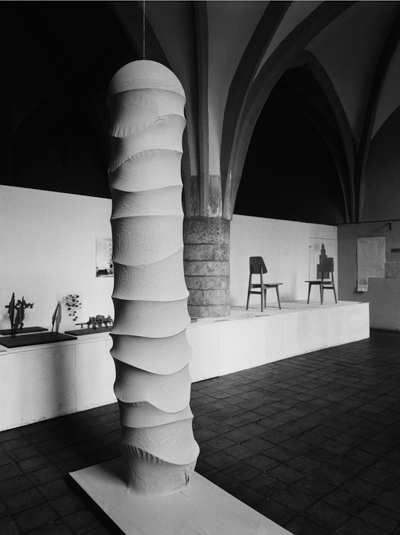
Makieta do projektu Centrum sztuki (pręgierz) (aut. A. Wiśniewski, 1970, Sympozjum Plastyczne Wrocław ’70, kolekcja MWW)

Wiśniewski był kontestatorem rzeczywistości zarówno artystycznej, społecznej, jak i politycznej. Środki przekazu, z których korzystał w ramach twórczej manifestacji były m.in. afisze, obiekty przestrzenne oraz obrazy. Brał udział też w happeningach; podczas pochodu pierwszomajowego wykorzystał w sposób przewrotny transparent „Galeria Tak”, bo spacerował w przeciwnym kierunku do pozostałych osób biorących udział w manifestacji.
Z kolei w ramach stawiania się w opozycji do zorganizowania i kształtu wystawy XXV-lecia Plastyki Polskiej, która odbyła się w warszawskiej galerii sztuki Zachęta, twórca rozesłał tekst, którego fragment dotyczący tego wydarzenia brzmiał: „(…) Informuje się jednocześnie, że jest 496 wieszako-dób, z czego 360 przeznacza się dla ZPAP, 5 dla Galerii «Foksal», a 90 dla zagranicy. Skargi i zażalenia przyjmuje Anastazy Wiśniewski, Poland”. 
W 1971 roku Wiśniewski opublikował pamiętnik Zeznania kontestatora, który miał formę quasi-dokumentu. W pracy tej artysta ujął działania w postaci wypełnionych rubryk w arkuszu wzorowanym na protokole przesłuchań oraz notatek służbowych. Sama forma tego utworu przywołuje opresyjność, która była charakterystyczna dla peerelowskiej sytuacji politycznej. Autor jednak sugeruje, że próby zniewalania umysłów społeczeństwa przez klasę polityczną zakończyły się niepowodzeniem, ponieważ wolny intelekt nie ulega manipulacji. Tę sytuację Wiśniewski sparafrazował słowami: „Jest myśl, co myśli, że już nikt nie myśli…”.
Wiśniewski był też autorem obrazów, zwykle monochromatycznych. Ich przynależność do sztuki twórca przekornie oznaczał pieczątką z napisem Objet d’art, którą wykorzystywał też na swoich drukach i innych dziełach graficznych.
Dzieła artysty prezentowane były w sumie na blisko 50 wystawach indywidualnych i ponad 90 zbiorowych – m.in. w Polsce, Stanach Zjednoczonych, Francji, Niemczech, Portugalii, Włoszech, Hiszpanii, Rosji i na Białorusi.

## W opiniach innych
W 2013 roku na łamach czasopisma „Format” polska krytyczka sztuki Bożena Kowalska napisała:

[Wiśniewski] [d]rwił z głupoty, z bezmyślnego naśladownictwa cudzych wzorców. Kpił z bufonady, nadużyć artystycznych i politycznych. Szydził z obłudy, fałszu i zakłamania. Ośmieszał nowe idee i teorie sztuki sprowadzone z Zachodu, bezkrytycznie przyjmowane i propagowane, choć niekoniecznie godne uwagi. Przez swoje niezwykle konsekwentne, wypełniające całe jego życie akty «negacji pozytywnej» (…), stworzył Anastazy swój własny, osobny rodzaj twórczości.